# 池山智瑛
池山 智瑛（いけやま ちあき、1992年5月4日 - ）は、日本のタレント・モデル・女優。2013年に結成された日本の女性アイドルグループChubbiness（チャビネス）の元メンバー。愛知県出身。エイベックス・マネジメント所属。

## 略歴
2013年6月にavexとCanCamが共同開催した「全国ぷに子オーディション」で約3,500名の中から選ばれ、アイドルグループChubbiness（チャビネス）のメンバーとなる。2019年2月1日Chubbiness全メンバーが卒業することが報告され、2019年3月9日「チャビネス卒業パーティー」をもって卒業した。
2019年
映画『CAST:(キャスト)』に出演。舞台『スタントウーマン！』をはじめとする３作品に出演。
2020年
「ジョシばな」（メ～テレ）が自身初の地上波レギュラー番組になる。「メイプル超音楽」(CBCテレビ)コーナーMC出演。10月より三重県尾鷲市の地域おこし協力隊に着任。尾鷲市に移住し地域の魅力発信を行う。ファンクラブサイトを開設。
2021年
1月24日「釣りフェスティバル2021」最終選考会においてグランプリを獲得し、第12代アングラーズアイドルとなる。読売新聞にて「ちあきのゆるふわ釣行」の連載を開始する。 
2022年
移住先の三重県で初の釣りイベントを開催。YouTubeチャンネル「4696パンダ100%(シロクロパンダヒャクパーセント)」を中﨑絵梨奈と始める。
2023年
「新・ええじゃないか ～いい旅 いい発見～」(三重テレビ)レギュラー出演。「ロンブー亮の釣りならまかせろ！」(テレビ埼玉)出演。三年間の任期を終え尾鷲市地域おこし協力隊を退任。YouTube番組「白熱ナイター！蒲郡ステーション」出演。
2024年
「Digった！」(メ～テレ)レギュラーリポーター出演。レプタイルズワールド2024アンバサダー(レプガール)。
現在では旅番組や情報番組などの映像メディアを中心にタレント活動を行っている。

## 人物・エピソード
- 趣味・特技は、釣り・サウナ・アウトドア[1]。
- 看護師免許の資格を持っている[1]。
- Chubbinessでの担当カラーは黄緑であった。
- 2016年4月から2023年6月の番組終了まで「ガールズトーク～MC×2のやりたいこと～」[12]のラジオパーソナリティを7年間務めた。
- 毎月参加者と一緒に楽しめる体験型のファンイベントを開催している。

## 活動

### テレビ

#### テレビドラマ
- エ・キ・ス・ト・ラ!!! （2020年2月20日、第6話、関西テレビ） - 秘書 役
- GARO-VERSUS ROAD- (2020年4月2日・第1話、4月30日・第5話、MX) - 杏璃 役

#### テレビ番組
- モテ福 （2018年1月26日、テレ玉）- モテ福一日派遣社員
- いつも俺の隣の客はラーメンを美味しそうに食べる女子ばかりだ（2018年5月、東京ケーブルネットワーク）
- 痛快TV スカッとジャパン （2019年9月30日、フジテレビ）
- ジョシばな （2020年5月8日 - 2024年3月、メ～テレ） - レギュラー
- メイプル超音楽 （2020年11月7日 - 2021年3月20日、CBCテレビ） - コーナーMC
- しあわせごはん（2020年12月16日 - 31日、ZTV）
- Mieライブ（2021年4月1日・8月19日、三重テレビ）
- 釣り百景 （2021年8月5日、BS-TBS） - #398 初心者でも簡単入門！和歌山県南紀エリアのチョイ投げ釣り[13]
- データで解析!サンデージャーナル （2021年8月15日、テレビ愛知） - 初心者もハマる東海地方の「釣りブーム」調査[14]
- 無人島サバイバトルNO FISH NO LIFE （2021年10月27日・11月3日・10日、テレビ大阪） - 【予選第2戦】無人島：長崎県妻ヶ島[15]
- 釣り聖地化TV （2022年3月26日、長崎国際テレビ）- 80cm超の大物真鯛を狙う！[16]

- ロンブー亮の釣りならまかせろ！ (2022年12月6日・13日、テレ玉) - ワカサギ釣りならまかせろ！#108[17]、#109[18]
- キャッチ！（2023年1月9日、中京テレビ）- 店の人よりお店が好き　尾鷲市編
- ロンブー亮の釣りならまかせろ！ (2023年1月17日・24日・31日・2月7日・28日・3月7日・5月2日・9日・6月13日・20日・27日・7月4日・25日・8月1日、テレ玉) - #112[19]、#113[20]、#114[21]、#115[22]、#118[23]、#119[24]、#126[25]、#127[26]、#132[27]、#133[28]、#134[29]、#135[30]、#138[31]、#139[32]

- 釣りうぇ～ぶ （2023年12月1日、釣りビジョン）[33]
- 新・ええじゃないか ～いい旅 いい発見～ （2023年4月3日 - 、三重テレビ）- アシスタントMC[8]
- Digった！ （2024年4月 - 、メ～テレ） - レギュラーリポーター[10]
- F JUNCTION （2024年6月28日、釣りビジョン）- FUNE JUNCTION[34]
- F JUNCTION （2025年5月30日、釣りビジョン）- FUNE JUNCTION[35]

### ネット番組
- 「白熱ナイター！蒲郡ステーション(セカンドシーズン)」（2023年9月 - 、YouTube） - メンバー

### CM・広告
- 富士フイルム チェキカメラ「instax mini8+」 シブハチヒットビジョン (2017年)
- Alinoma （2017年 - 2019年）- 広告モデル
- 伊勢丹オンライン （2019年）- 広告モデル[36]
- ガリバーインターナショナル（現・IDOM） 増税前大総力祭(買取篇) (2019年9月)
- クラシエ ナイーブ （2020年7月、CBCテレビ）
- ViVi色持ち革命ミスト（2019年9月 - 12月）- SNS広告モデル
- COCORISM×OWASE（2021年）- アンバサダー[37]
- レッツエンジョイ東京、東京メトロ 壁面ポスター （2020年2月）
- 釣竿公正マーク 周知広報ポスター（2021年春夏版） - モデル[38]
- 釣竿公正マーク 周知広報ポスター（2021年秋冬版）- モデル[39]
- bifarr（2022年 - ）- イメージモデル
- レプタイルズワールド2024 - アンバサダー(レプガール)[11]

### 舞台
2017年
- Ann&Mary Presents Vol.3「PIRATES OF THE DESERT3～偽りの羅針盤と真実の操舵輪～」（2017年4月12日 - 16日、シアターグリーンBIG TREE THEATER） - ハドラー 役
- SANETTY Produce「不思議の国のカンタータ ～泣き声混じりの空想歌～」（2017年11月22日 - 26日、新宿村LIVE） - パトリシア 役（ダブルキャスト）

2018年
- 「チャビネスエンターテイメントショー」グループ演劇公演

2019年
- SANETTY Produce「不思議の国のカンタータ ～泣き声混じりの空想歌～」（2019年2月12日 - 16日、CBGKシブゲキ!!）（再演）- パトリシア 役（ダブルキャスト）
- 朝倉薫プロデュース・ガールズハイパーミュージカル「スタントウーマン！」（2019年8月6日 - 12日、築地本願寺ブディストホール） - 那智組 早川メイク 役（ダブルキャスト）
- 放課後ビアタイム×img「文化祭スクランブル」（2019年12月18日 - 23日、シアターグリーンBIG TREE THEATER） - A組 家達麗蘭 役（ダブルキャスト）

2020年
- 第4回Ann&Mary Presents 公演「Ambitious Girls～アンビシャス ガールズ～」（2020年4月8日 - 12日、BOX in BOX THEATER） - 前田祥子 役

### 映画
- 『CAST:』（2019年7月31日公開）[40]

### ラジオ
- 火曜BEAST!!!!!!「ガールズトーク～MC×2のやりたいこと～」（2016年4月 - 2023年6月、レインボータウンＦＭ）- メインパーソナリティー[12]
- 宮☆桃ラジオ（2019年12月6日・20日、2020年2月7日・21日、渋谷クロスFM）
- The Burn (2021年2月27日、FMヨコハマ) Good To Goコーナー ゲスト出演[41]
- OUTDOOR&FISHING （2021年12月11日、18日、K-mix）[42]
- The Burn (2022年1月22日、FMヨコハマ) - Good To Goコーナー ゲスト出演

### 雑誌
- 週刊ポスト （2021年7月2日号）- 掲載
- カヌーワールド vol.27 （2023年11月21日）- 掲載[43]
- SAUNA BROS. vol.8 （2024年7月3日）- 掲載[44]

### フリーペーパー
- TOKYO TREND RANKING （レッツエンジョイ東京、東京メトロ共同発行）- 2020年2月号 表紙

### カレンダー
- 池山智瑛 2019-2020 卓上カレンダー（2019年5月）
- 池山智瑛 2021.4-2022.3 卓上カレンダー（2021年3月）
- 池山智瑛 2022 ポスターカレンダー（2021年12月）
- 池山智瑛 2023 ポスターカレンダー（2022年12月）
- 池山智瑛 2024 ポスターカレンダー（2024年3月）
- 池山智瑛 2025 ポスターカレンダー（2025年3月）

### イベント
- 藤里一郎写真展『おんな』vol.5（2019年10月20日 - 29日、ロッコール）
- バスツアー「にんげんっていいな」（2019年10月22日、山梨県）[45]
- 9周年記念！池山智瑛・中﨑絵梨奈合同バスツアー！～名所巡り in 群馬～（2022年11月13日、群馬県）[46]
- 釣りフェスティバル2023 （2023年1月21日・22日、パシフィコ横浜）
- フィッシングショーOSAKA2023 （2023年2月4日・5日、インテックス大阪）
- チャンさん、池ちゃんと歩く「豪商のまち」松阪ぶらり旅 （2023年10月21日、三重テレビ）
- 釣りフェスティバル2024 （2024年1月21日、パシフィコ横浜）
- フィッシングショーOSAKA2024 （2024年2月3日・4日、インテックス大阪）
- ガマステファンミーティング （2024年2月25日、ボートレース蒲郡）
- 埼玉レプタイルズワールド （2024年6月15日、さいたまスーパーアリーナ） トークショー[47]
- 幕張レプタイルズワールド （2024年7月21日、幕張メッセ） トークショー[48]
- ガマステスペシャルファンミーティング （2025年5月1日、ボートレース蒲郡）[49]

### その他
- CHEERZ for スゴ得（2017年10月 - 2020年3月） - コラムライター[50]
- ガールズスマホマガジン「MiRu」vol.22[51]・vol.23[52]（2018年） - モデル
- 大日本プロレス「両極譚～RYOGOKUTAN～」（2019年11月4日）実況観戦アプリ「GayaR」 - 実況（初心者代表）
- 尾鷲市地域おこし協力隊 （2020年10月1日[4] - 2023年9月30日[9]）
- 読売新聞「ちあきのゆるふわ釣行」連載 （2021年4月 - 2023年9月）[53]
- 三重県尾鷲海上保安部（2022年7月14日） 一日海上保安部長[54]
- 三重県尾鷲海上保安部（2022年12月10日） 一日巡視艇船長[55]
- 三重県尾鷲海上保安部（2023年7月16日） 海難防止強調運動尾鷲地区街頭キャンペーン[56]
- WEBマガジンHEAT（2023年11月 - ) - ライター[57]

### Chubbiness関連
- Chubbinessオフィシャルサイト
- Chubbinessオフィシャルブログ　ぷにぷにeveryday - Ameba Blog
- チャビネス【公式】Chubbiness - YouTubeチャンネル